# Pítia
La Pítia (en grec antic: Πυθία), també anomenada Pitonissa, era l'oracle del temple d'Apol·lo a Delfos en la religió de l'antiga Grècia. El nom li ve de Pitó, la serp monstruosa que vivia en una caverna al lloc on després es va construir el temple del déu, i que aterria els habitants de la regió al voltant del mont Parnàs, abans que Apol·lo la matés.

## Tria i funcions de la Pítia
Pítia és el nom genèric de la profetessa i sacerdotessa de l'oracle, i s'escollia pels sacerdots de Delfos entre les famílies honrades, però no riques, de Delfos. Es comprometien a mantenir la seva virginitat «durant tota la seva vida», diu Plutarc. En el pensament grec, la castedat de la profetessa estava vinculada amb la unió amorosa amb la divinitat que la inspirava. Èsquil i Eurípides diuen que la Pítia era «vella» i Diodor insisteix que per a ser triada havia de tenir almenys 50 anys.

### L'oracle
La Pítia pronunciava els seus oracles en èxtasi, després d'haver estat «posseïda» per Apol·lo, i es transformava en mèdium del déu. Normalment se la representava en estat d'agitació, com les mènades o la Sibil·la, però alguns autors tardans, com ara Lucà, diuen d'ella que estava en gran quietud corporal.
A l'àditon ('el lloc on no es pot entrar') del temple la Pítia rebia les exhalacions que sortien del subsòl que li facilitaven l'acció profètica. Així ho expliquen Ciceró, Estrabó, Diodor, Plutarc i Justí, però aquest fet sembla una explicació hel·lenística. Per les narracions més antigues, sembla que l'oracle de la Pítia era un fenomen d'autosuggestió, anàleg al de les Mènades. La teoria del «vapor endevinatori» (pneuma) devia aparèixer per la convicció que sota del temple hi havia una caverna, on havia habitat Pitó. D'aquesta caverna ja en parla Èsquil, i deia que en sortien emanacions. Les excavacions arqueològiques no n'han provat l'existència. Hi havia un esvoranc a terra, segurament d'origen artificial. A l'autosuggestió de la Pítia hi contribuïen uns rituals previs d'obligat compliment: banyar-se, potser a la Font Castàlia, beure aigua d'una font sagrada, recitar unes oracions concretes i oferir sacrificis. Entrava en contacte amb el déu mitjançant el llorer, arbre que estava consagrat a Apol·lo i que creixia a la paret occidental del temple. Se suposa que l'aguantava entre les mans, o potser mastegava les seves fulles, o respirava l'aire que desprenien les fulles cremades. S'asseia sobre un trípode d'or on també situava un recipient de bronze de forma rodona. Aquest acte posava en contacte la pitonissa i el déu. A l'àditon hi havia també l'òmfalos, una pedra sagrada que indicava el centre del món, una estàtua d'or d'Apol·lo que tenia a la mà una copa per fer libacions, una antiga representació del déu tallada en fusta de xiprer, la tomba de Dionís i els altars de Posidó i Hèstia.
En els seus inicis, la Pítia només profetitzava un dia a l'any, però més endavant, tal com explica Plutarc, era consultada una vegada al mes. L'ordre de la consulta es decidia per sorteig entre els que hi eren presents, però existia la «prioritat oracular», en funció de la importància i les necessitats del consultant. S'havia de pagar un preu al santuari, però la ciutat de Delfos podia eximir del pagament. No es consultava directament a la Pítia, sinó que es feia a través d'uns sacerdots, que transmetien la pregunta oralment o per escrit.

### La interpretació
Les paraules de la Pítia eren quasi sempre molt concises i enigmàtiques, de vegades ambigües, i exigien la interpretació d'una branca especialitzada dels sacerdots masculins. Aquesta branca estava formada per cinc hosioi ('sagrats, sants'), elegits entre les famílies més nobles de Delfos. Les respostes es donaven per part de la pitonissa en un estat de «bogeria profètica», i de vegades es feia a través de les sortes, on s'escollia una d'entre diverses respostes possibles.

### Algunes píties
Es coneixen molt pocs noms de Píties. La més famosa va ser Manto, filla de Tirèsias. Els mitògrafs la presenten guiant el seu pare cec pels camins de Beòcia després que els argius haguessin pres la ciutat de Tebes. Manto va arribar presonera a Delfos i allà havia de ser sacrificada a Apol·lo. Però es va quedar al temple, on va perfeccionar els seus dots de profeta i complint la funció de Pítia. Després Manto va marxar a l'Àsia Menor on va fundar la ciutat de Claros. Virgili la presenta com una endevina esposa de Tíber, epònima de la ciutat de Màntua.
D'altres píties se'n sap poc més que els noms, com ara Xenoclea, Aristonica i Periala. La importància de l'oracle de Delfos es va mantenir fins al segle iv, tot i que la importància real la va tenir dels segles VII a IV aC.